# District de Yamuna Nagar
Le district de Yamuna Nagar (hindi : यमुनानगर जिला)  est un district  de l'état de l'Haryana  en Inde.

## Description
Au recensement de 2011, sa population compte 1 214 205 habitants pour une superficie de 1 768 km2.
Son chef-lieu est la ville de Yamuna Nagar. 

## Principales villes
- Yamunanagar, siège du district
- Jagadhri
- Chhachhrauli
- Bilaspur
- Radaur